# Paul Trollope
Paul Jonathan Trollope (Swindon, 3 giugno 1972) è un allenatore di calcio ed ex calciatore gallese, di ruolo centrocampista, vice allenatore del Luton Town.

## Biografia
È figlio d'arte, suo padre John era anch'egli un calciatore professionista, primatista di presenze con lo Swindon Town.

## Caratteristiche tecniche
Era un esterno sinistro che poteva giocare come trequartista o come seconda punta.

## Carriera

### Calciatore
Ha giocato per Swindon Town, Torquay United, Derby County, Grimsby Town, Crystal Palace, Fulham, Coventry City, Northampton Town e Bristol Rovers. Nel 1995 il Derby County lo acquista per 150.000 euro, rivendendolo nel 1997 al Fulham per 900.000 euro.
Esordisce il 27 maggio 1997 contro la Scozia (0-1).

### Allenatore

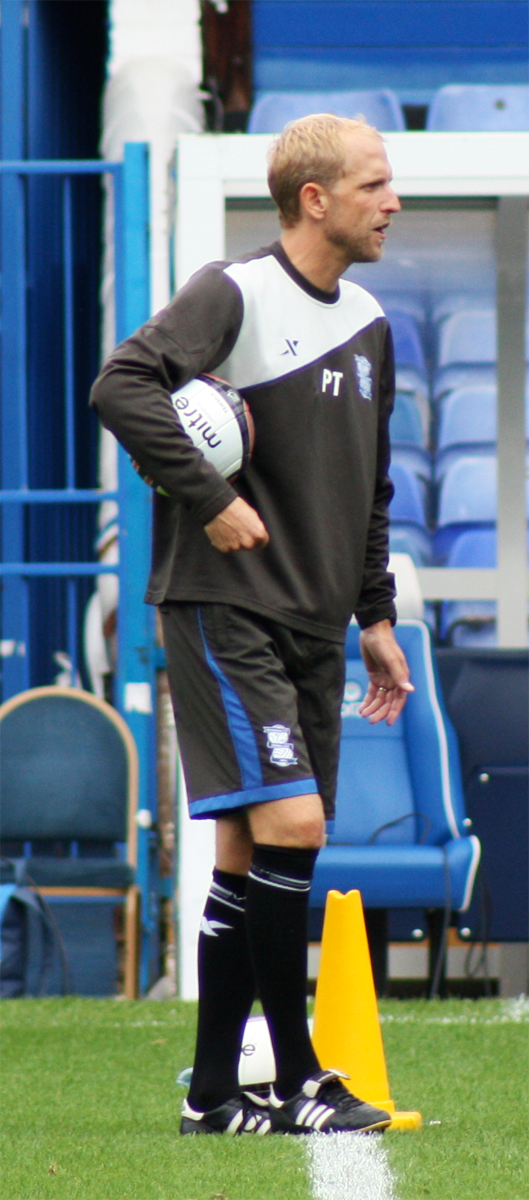
Trollope al nel 2011.

Allena il Bristol Rovers dal 2005 al 2010 vincendo i play-off della Football League Two 2006-2007 dopo aver chiuso la stagione regolare al sesto posto con 71 punti. Nel mese di aprile del 2007 ottiene il premio come allenatore del mese. Nella stessa stagione arriva in finale di Football League Trophy perdendo ai supplementari 3-2 contro il Doncaster Rovers. Nella stagione successiva arriva fino ai quarti di finale in FA Cup (record per il Bristol Rovers, mai arrivato ai quarti fino ad allora) uscendo contro il WBA (5-1). Ad ottobre 2008 e settembre 2009 vince altri due premi come allenatore del mese ma il 15 dicembre del 2010 a causa dei risultati negativi del Bristol Rovers viene esonerato.
Nel giugno del 2011 Chris Hughton lo porta al Birmingham City come allenatore della prima squadra. Nella stagione seguente Trollope segue Hughton al Norwich City.
Nel luglio 2016 viene ingaggiato dal Cardiff City, nella Premiership, come capoallenatore ma
il 4 ottobre viene esonerato.

## Palmarès

### Club

#### Competizioni nazionali
- Second Division: 1

Fulham: 1998-1999
- First Division: 1

Fulham: 2000-2001